# Pej Tao
Pej Tao (čínsky pchin-jinem Běi Dǎo, znaky 北島, 北岛; * 2. srpna 1949 Peking), vlastním jménem Čao Čen-kchaj (čínsky pchin-jinem Zhào Zhènkāi, znaky 趙振開) je čínský básník.
Studium na střední škole dokončil v roce 1968, v době vrcholící Kulturní revoluce. Jeho básně se na počátku sedmdesátých let začaly šířit v opisech, v době krátkého politického uvolnění na konci roku 1978 založil s Mang Kchem a dalšími cyklostylovaný časopis Dnešek (Ťin-tchien), jenž souvisel s aktivitami kolem Zdi demokracie.
Po Masakru na náměstí Tchien-an-men odešel do exilu a přednášel čínskou literaturu na evropských a amerických universitách. Několikrát navštívil Českou republiku, poprvé v létě roku 1989.
Byl dvakrát navržen na Nobelovu cenu za literaturu. Od roku 2006 žije a přednáší v Hongkongu.